# Olteni, Teleorman
Olteni este satul de reședință al comunei cu același nume din județul Teleorman, Muntenia, România.